# Aloe sabaea
Aloe sabaea är en grästrädsväxtart som beskrevs av Georg August Schweinfurth. Aloe sabaea ingår i släktet Aloe och familjen grästrädsväxter. Inga underarter finns listade i Catalogue of Life.